# Sofía de Lituania
Sofía de Lituania (1371–1453) fue la única hija de Vitautas el Grande de Lituania y su primera mujer, Ana. El 21 de enero de 1391, mientras su padre estaba luchando en la Guerra Civil Lituana, se casó con Basilio I. Después de la muerte de este en 1425, se encargó del gobierno como regente en nombre de su hijo de diez años Basilio II. Basilio I apoyó el ascenso de su hijo Basilio II al trono, que le era disputado por su tío Yuri de Zvenígorod.

## Descendencia
Sofía  y Basilio I tuvieron por lo menos nueve hijos:
- Ana de Moscú (1393 – agosto de 1417), esposa de Juan VIII Paleólogo
- Yuri Vasílievich (30 de marzo de 1395 – 30 de noviembre de 1400)
- Iván Vasílievich (15 de enero de 1396 – 20 de julio de 1417), marido de una hija de Iván Vladímirovich de Pronsk
- Anastasia Vasílievna (fallecida en 1470), esposa de Vladímir Aleksandr, príncipe de Kiev, hijo de Vladímir, príncipe de Kiev. Sus abuelos paternos eran Algirdas y María de Vitebsk.
- Daniil Vasílievich (6 de diciembre de 1400 – mayo de 1402).
- Vasilisa Vasílievna, esposa de Aleksandr Ivánovich "Brujaty", príncipe de Súzdal, y Aleksandr Danílovich "Vzmetenj", príncipe de Súzdal
- Simeón Vasílievich (13 de enero – 7 de abril de 1405)
- Maria Vasílievna, esposa de Yuti Patrikéievich, hijo de Patrikéi, príncipe de Starodub, y de su esposa Helena. Su abuelo paterno fue Narimantas.
- Basilio II de Moscú (10 de marzo de 1415 – 27 de marzo de 1462)